# Octavio
Octavio ist ein spanischer männlicher Vorname.

## Herkunft und Bedeutung
Octavio ist die spanische Form des römischen Familiennamens Octavius, abgeleitet vom lateinischen octavus mit der Bedeutung „der achte“. Die portugiesische Form des Namens ist Octávio.

## Namensträger

### Form Octavio
- Octavio Antonio Beras Rojas (1906–1990), dominikanischer Geistlicher, Erzbischof von Santo Domingo
- Octavio Broggio (1670–1742), böhmischer Architekt und Baumeister
- Octavio Echeverri (* 1931), kolumbianischer Radrennfahrer
- Octavio Klimek-Alcaráz (* 1962), mexikanischer Forstwissenschaftler und Politiker (PRD)
- Octavio Ortiz Arrieta (1878–1958), peruanischer Ordenspriester, Bischof von Chachapoyas
- Max Octavio Otten (1877–1962), deutscher Arbeitsmediziner, siehe Max Otten
- Octavio Paz (1914–1998), mexikanischer Schriftsteller und Diplomat
- Octavio Piccolomini (1599–1656), Herzog von Amalfi, im Dreißigjährigen Krieg General Wallensteins, siehe Ottavio Piccolomini
- Octavio Rivero Serrano (1929–2022), mexikanischer Pneumologe und Hochschullehrer
- Octavio Schroeder (1822–1903), deutscher Jurist und Senator
- Octavio von Zedlitz-Neukirch (1840–1919), deutscher Politiker

### Form Octávio
- Octávio Bevilacqua (1887–1959), brasilianischer Musikwissenschaftler und -pädagoge
- Octávio Moraes (1923–2009), brasilianischer Fußballspieler
- Octávio Trompowsky (1897–1984), brasilianischer Schachspieler

### Form Oktavio
- Oktavio von Boehn (1824–1899), preußischer General der Infanterie
- Hermann Bräuning-Oktavio (Pseudonym Fritz Oktavio; 1888–1977), deutscher Literaturhistoriker, Kritiker, Übersetzer und Verleger